# Alcide Dessalines d'Orbigny

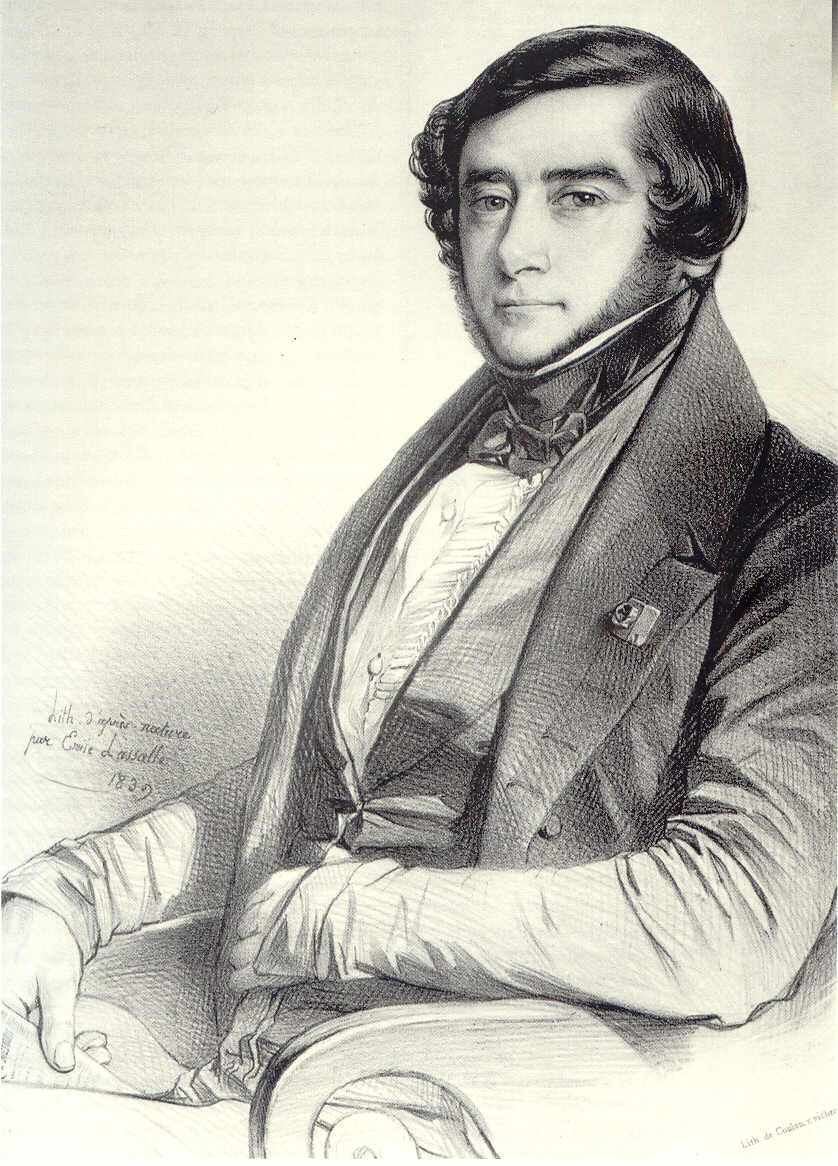
Alcide Dessalines d'Orbigny

Alcide Charles Victor Marie Dessalines d'Orbigny (n. 6 septembrie 1802, Couëron, Loire-Atlantique – d. 30 iunie 1857, Pierrefitte-sur-Seine, lângă Paris) a fost un naturalist francez. Are contribuții importante în domeniul zoologiei, paleontologiei, geologiei, arheologiei și antropologiei. El este considerat ca întemeietorul micropaleontologiei, studiind deja din tinerețe fauna marină microscopică de la La Rochelle.
Printre operele sale se numără „Tableau méthodique de la classe des Céphalopodes” în care introduce clasa foraminiferelor.
Prin anii 1826 face cercetări în America de Sud, în Brazilia, Argentina, Paraguay, Chile, Peru și Bolivia. Descoperirile din această călătorie sunt descrise în „Voyage dans l'Amérique Méridionale” (9 vol, 1835-47).
În perioada următoare se ocupă cu stratigrafia și clasificarea fosilelor (nevertebrate) din perioada jurasică și cretacică, clasificări care sunt folosite și azi.
În 1840 începe descrierea sistematică a fosilelor din Franța, cercetări care vor fi publicate în „La Paléontologie Française” (8 vol. 1840-60).
În anul 1849 are o publicație la fel de importantă „Paléontologie Stratigraphique Universelle” [...] (3 vol. 1849-52) în care descrie 18 000 de specii diferite.
Devine profesor de paleontologie în anul 1853  la „Muséum national d'histoire naturelle”.